# 何蒉町
何蒉町（英語：Katrina Ho，1988年7月9日—），来自馬來西亞森美兰州，於2009年Astro國際華裔小姐競選奪得亚軍。

## 曾參選選美活動
- 2009年Astro國際華裔小姐競選（亚軍、最上镜小姐）[1]

## 主持
- 旅遊節目《背包Go Cuti》
- 《水舞全城》[2]

## 电视剧
- 《迷里迷外》
- 《88 Kopitiam》 饰演 雯雯

## 電影
- 《大舞獅-關聖宮》[3]
- 《OlaBola》-2015